# Sia: Best Of...
Sia: Best Of..., ook bekend als Best Of... is het eerste verzamelalbum van de Australische singer-songwriter Sia. Het album werd in Australië uitgebracht op 30 maart 2012 door Inertia. Het verzamelalbum bevat nummers van Sia's voorgaande vier studioalbums; Healing Is Difficult (2001), Colour the Small One (2004), Some People Have Real Problems, (2008) en We Are Born (2010). Ook bevat het twee nummers met Sia als vocalist; Destiny van Zero 7 en Titanium van David Guetta, een soundtrack van de film The Twilight Saga: Eclipse (My Love) en een remix door de Braziliaanse rockband Cansei de Ser Sexy van het nummer Buttons.

## Tracklist
| Nr. | Titel                                   | Duur |
| --- | --------------------------------------- | ---- |
| 1.  | "Clap Your Hands"                       | 3:58 |
| 2.  | "The Girl You Lost To Cocaine"          | 2:40 |
| 3.  | "Destiny" (Zero 7 featuring Sia)        | 3:47 |
| 4.  | "Buttons"                               | 3:16 |
| 5.  | "Day Too Soon"                          | 4:23 |
| 6.  | "Numb"                                  | 4:40 |
| 7.  | "Where I Belong"                        | 4:43 |
| 8.  | "Breathe Me"                            | 4:34 |
| 9.  | "Sweet Potato"                          | 4:00 |
| 10. | "Bring Night"                           | 2:57 |
| 11. | "My Love"                               | 5:14 |
| 12. | "Titanium" (David Guetta featuring Sia) | 3:57 |
| 13. | "You've Changed"                        | 3:11 |
| 14. | "I Go to Sleep"                         | 3:46 |
| 15. | "The Fight"                             | 3:37 |
| 16. | "Soon We'll Be Found"                   | 4:20 |
| 17. | "Taken for Granted"                     | 4:34 |
| 18. | "Buttons" (CSS Mix)                     | 3:26 |